# Маккорт, Джейми
Джейми Маккорт  (англ. Jamie McCourt; 5 декабря 1953, Балтимор, США) — американский дипломат, работавшая послом во Франции, постоянный наблюдатель Соединённых Штатов при Совете Европы, основатель и генеральный директор Jamie Enterprises и экс-глава Los Angeles Dodgers.

## Биография

### Ранний период
Джейми Лускин родилась в еврейской семье.
Получила степень бакалавра французского языка в Джорджтаунском университете (1975), степень доктора права на юридическом факультете Мэрилендского университета (1978) и степень магистра в Школе менеджмента при Массачусетском технологическом институте. Также она училась в Сорбонне и изучала кулинарное искусство в Экс-ан-Провансе.

### Карьера
В течение 15 лет была практикующим юристом, занималась международным правом и правовыми вопросами в сфере ценных бумаг в Нью-Йорке, а также корпоративным правом, недвижимым имуществом и семейным правом в Бостоне.
В 2004 году переехала из Бостона в Лос-Анджелес и купила Los Angeles Dodgers.
Была приглашённым профессором в Школе менеджмента Андерсона Калифорнийского университета в Лос-Анджелесе.
В 2009 году основала Jamie Enterprises, инвестировала в стартапы в сфере недвижимости, биотехнологии и высоких технологий. Инвестиции включают ZipCar, Kite Pharma и Heal.
В 2016 году была сопредседателем от штата Калифорния в кампании Trump Victory и членом переходного финансового комитета избранного президента Дональда Трампа.
22 июня 2017 года была назначена послом США в Бельгии, но 2 августа 2017 года президент Трамп официально отозвал её кандидатуру и вместо этого назначил её послом США во Франции и в Монако. Маккорт была утверждена в качестве посла США во Франции и Монако 2 ноября 2017 года, а 11 декабря 2017 года она была приведена к присяге. Вручила верительные грамоты президенту Эммануэлю Макрону 18 декабря 2017 года.

### Семья
Её бывший супруг — бизнесмен Фрэнк Маккорт.